# Feuillantenkloster Lyon
Das Feuillantenkloster Lyon war von 1619 bis 1791 ein Kloster der Feuillanten im Stadtviertel La Croix-Rousse in Lyon.

## Geschichte
Die im 16. Jahrhundert aus dem Zisterzienserorden hervorgegangenen Feuillanten, die ab 1605 von Cîteaux als fremder Orden betrachtet wurden und in ihrer Blütezeit in Frankreich 31 Klöster umfassten, gründeten 1619 in Lyon im Bereich der heutigen Straßen Grande Rue des Feuillants und Petite Rue des Feuillants (im 4. Arrondissement) das Mönchskloster Saint-Charles, dessen Kirchenbau 1642 fertiggestellt wurde und das 1664 die königliche Approbation erhielt. 1791 kam es durch die Französische Revolution zur Auflösung und zum Abbau des Klosters. Bauliche Reste (Arkaden, Tore, eine Binnentreppe) sind vorhanden.